# Santa Pau
Santa Pau is een gemeente in de Spaanse provincie Girona in de regio Catalonië met een oppervlakte van 49 km². Santa Pau telt 1.524 inwoners (1 januari 2016).

## Demografische ontwikkeling
Bron: INE, 1857-2011: volkstellingen
Opm.: In 1857 werden de gemeenten San Miguel de Sacot en Sellent aangehecht

## Interessante plaatsen
- La Fageda, sociale werkplaats en boerderij, in 1982 opgericht, voor de productie van zuivelproducten, ijs en conserven. Ontvangt jaarlijks meer als 50.000 bezoekers en stelt ongeveer driehonderd personen tewerk.